# Немцы в Латвии
 Немцы в Латвии (латыш. vācbaltieši) — этническое меньшинство, с XII века проживавшее в Латвии. На начало 2016 года на территории республики проживает 5 197 этнических немцев. B Латвии по переписи 1935 года было учтено 62 144 человек (3,2 % всего населения республики), из которых порядка 38,5 тыс. проживали в Риге и её предместьях. Немцы оставили значительный вклад в развитие истории, культуры, архитектуры народов Латвии даже после их массовой репатриации 1939, когда Латвию покинули свыше 51 000 немцев.

## История

### До XX века

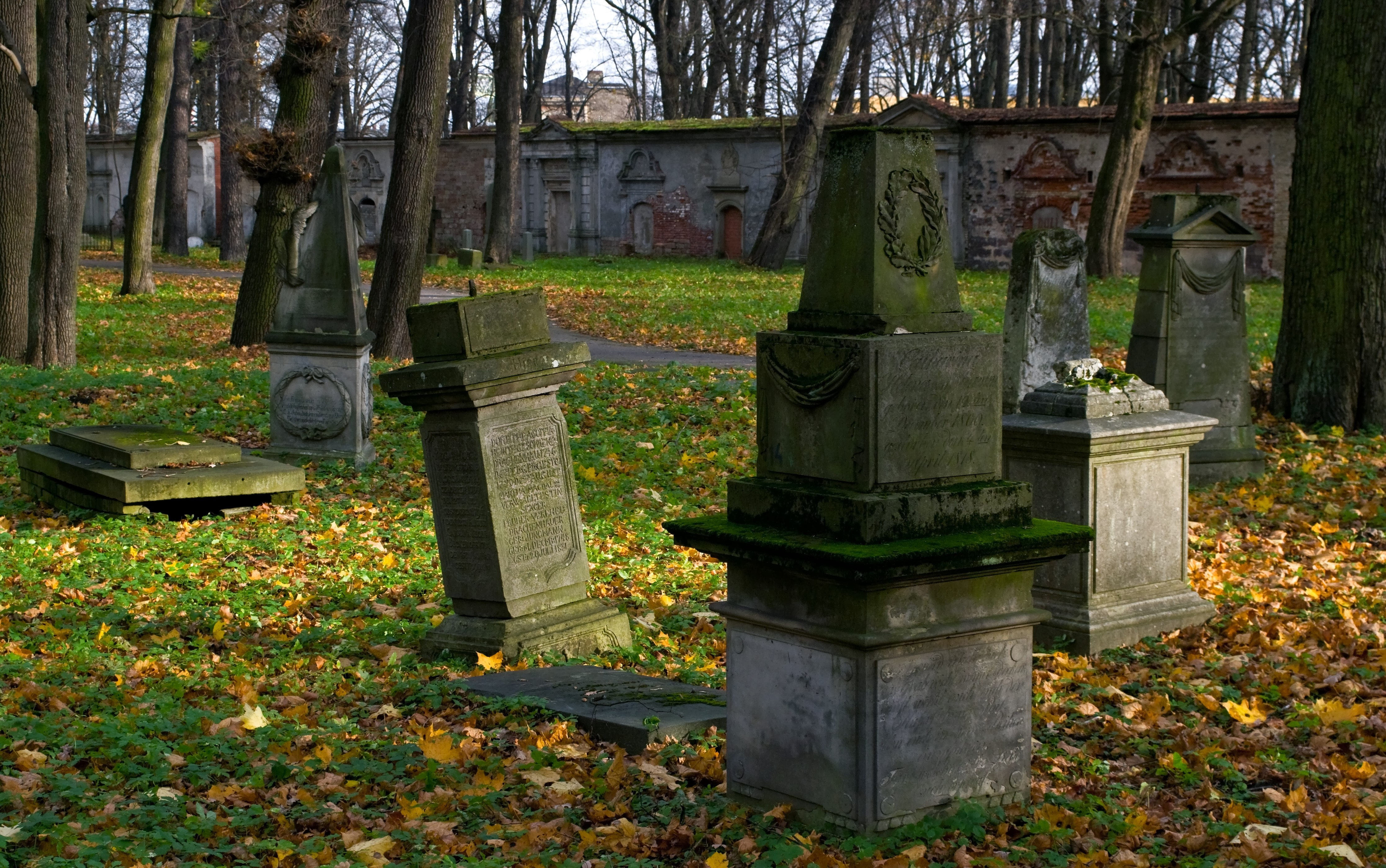
Сохранившиеся надгробия балтийских немцев на Большом кладбище в Риге

Немцы в Прибалтике появились в XII веке, в ходе их экспансии на восток. Они проникали в Прибалтику как рыцари-завоеватели Ливонского ордена, как религиозные миссионеры и как купцы, составив впоследствии класс дворян и помещиков Латвии.
В Российской империи немецкое дворянство успешно играло роль посредника между российской имперской верхушкой и местной безземельной крестьянской массой. 14 из 15 лифляндских генерал-губернаторов в 1790—1885 годах были немецкими дворянами, а из 12 генерал-губернаторов Курляндии между 1795 и 1882 годами 10 были балтийскими немцами. Прямой поток германских колонистов в Прибалтику прекратился, но и в 1913 году немецкие дворяне по-прежнему владели 48,1 % пахотной земли в Латвии.
Немцы исторически составляли большинство населения Риги с момента основания города до середины XIX века.
Согласно переписи 1881 года, доля немцев в населении Риги снизилась до 32,3 %, однако немецкий язык был основным языком делопроизводства в рижских городских учреждениях вплоть до 1891 года.

### 1914—1935
В 1914 году, с приближением германских войск, часть латвийских немцев была эвакуирована в отдалённые от границы области Российской Империи. При отступлении фронта, некоторая часть немцев отошла с войсками на территорию Германии.
После Первой мировой войны и установления независимости Латвии была проведена аграрная реформа, в ходе которой немецкие помещики потеряли контроль над земельными владениями. Бывшим владельцам оставляли только по 20 гектаров прежних угодий, остальное передавалось безземельным крестьянам и участникам борьбы за независимость.
1920-е годы были для латвийских немцев периодом относительной свободы: в 1923 году немецкие школы посещали 12 168 учеников, что было намного больше, чем в соседней Эстонии (3456). Немцы также организовали частный немецкоязычный вуз — Институт Гердера.
После 1931 года новый министр образования Атис Кениньш взял курс на латышизацию школ языковых меньшинств. Обязательный перевод делопроизводства на латышский язык лишил работы многих немецко- и русскоговорящих чиновников. Государственная политика, направленная на построение национального латышского государства, ещё более усилилась после установления диктатуры Улманиса в 1934 году.
Трения между латышами и немцами привели к разногласиям и внутри лютеранских общин: немцы, несмотря на своё явное меньшинство (в 1935 году в Риге проживало 242 731 латыша и 38 523 немца), пытались организовать свои собственные приходы, собственный Синод и избрать собственного епископа. Указ 1931 года фактически лишил их этого эксклюзивного права.

### 1939—1940
В 1939 году — в ходе репатриации, организованной Третьим Рейхом и прогерманскими общественными организациями — в середине октября началось переселение прибалтийских немцев на территорию Германии.
По германско-латвийскому договору о репатриации, немцы — граждане Германии (около 3 тысяч) должны были покинуть Латвию в 48 часов, а немцы — латвийские граждане (около 60 тысяч) — в течение 2 недель.
В результате, к моменту провозглашения Латвийской ССР (21 июля 1940 года) Латвию покинуло около 51 тысячи немцев, таким образом, количество немецкого населения в Латвии сократилось с 62 тысяч (по данным 1935 года) до 11 тысяч человек, то есть почти в 6 раз.
После установления советской власти в Латвии, в соответствии с соглашениями между СССР и Германией о переселении германских граждан и лиц немецкой национальности из прибалтийских советских республик в Германию передано в Германию из Латвийской ССР — 5009 семей, или 10 472 человека (немцев — 9851 и 621 человек других национальностей).
Прием и передача переселенцев были закончены в установленный соглашением срок. Претензий со стороны немецкого правительства в адрес соответствующих государственных инстанций в СССР не поступало.
Таким образом, к началу Великой Отечественной войны немецкая диаспора на территории Латвии составляла около 1000 человек.

### Итог
Некоторая часть этнических немцев, после начала Великой Отечественной войны, была эвакуирована на Урал, в Казахстан, Сибирь и Среднюю Азию.
После 1956 года многие из них вернулись в Латвию.
На 1 января 2016 года в Латвии проживает 5 197 этнических немцев.

## Численность этнических немцев на территории современной Латвии
| Год переписи | 1897    | 1920   | 1925   | 1930   | 1935   | 1959  | 1970  | 1979  | 1989  | 2000  | 2011  |
| ------------ | ------- | ------ | ------ | ------ | ------ | ----- | ----- | ----- | ----- | ----- | ----- |
| Человек      | 137 312 | 58 097 | 70 964 | 69 855 | 62 144 | 1 609 | 5 413 | 3 299 | 3 783 | 3 465 | 3 042 |